# Caio Canínio Rébilo (cônsul em 12 a.C.)
Caio Canínio Rébilo (em latim: Gaius Caninius Rebilus; m. 12 a.C.) foi um senador romano da gente Canínia nomeado cônsul sufecto em 12 a.C.. Rébilo era filho de Caio Canínio Rébilo, cônsul sufecto em 45 a.C..

## História
Rébilo era um dos quindecênviros dos fatos sagrados e aparece listado para um consulado sufecto em 11 a.C.. Porém, em 12 a.C., Rébilo foi nomeado cônsul sufecto no lugar de Caio Válgio Rufo e morreu ainda no cargo. É possível que Caio Canínio Rébilo, cônsul sufecto em 37, tenha sido seu filho.